# 맥도널 더글러스 MD-80
맥도널 더글러스 MD-80은 미국 맥도널더글러스에서 1980년에 개발한 쌍발 협동체기이다. 더글러스사의 DC-9의 후속기종이나 더글러스가 맥도넬과 합병되어 맥도널 더글러스사로 이름이 개명되면서 이름을 MD-80으로 개칭했다. 1989년에 맥도널 더글러스 MD-90이라는 이름으로 개량되었으며, 1998년에 보잉이 후속기종인 보잉 717로 다시 개량하였다.

## 종류

### MD-81
MD-81 (DC-9 Super 81 or DC-9-81으로도 부르기도 한다)은 MD-80 시리즈의 최초 모델이다.

### MD-82
MD-82은 기존 MD-81을 베이스로 해서 제작 된 모델로서 1979년 4월 16일 최초 공개를 했다. MD-82는 기존 MD-81에 비해 더 추력이 강한 엔진을 장착하였고 주로 고온다습한 지역에서 사용하기 위해 개발되었다. 아메리칸 항공이 최대 사용 고객이었으며 현재는 노후화로 보잉 737 시리즈로 대체되어 전량 퇴역하였고 대한민국의 대한항공과 중국의 중국남방항공에서 이용한 항공기이다.

### MD-83
MD-83은 MD-82의 항속거리 증가형 모델이다. 또한 최대 탑재중량, 최대 연료 탑재량을 늘리고 더 강한 엔진을 탑재했다. 과거 대한항공과 알래스카 항공에서 사용한 항공기로 알려져 왔다.

### MD-87
1985년 맥도넬더글러스사는 MD-83을 베이스로 한 동체축소형 모델로 기존 150석에 비해 100~130석 규모로 제작되었다. 현재도 여러 항공사에서도 운용중이며 오스트리아 항공과 스칸디나비아 항공이 주 최대 사용고객이었으며 현재 보잉 737기로 대체되어 전량 퇴역하였다. 한국에서는 이 기종을 쓴 항공사가 없고 인근의 일본에서 재팬 에어 시스템이 이 항공기를 이전에 사용하였으나, 이후 일본항공이 승계되어 운항한 바 있었다.

### MD-88
MD-80 시리즈의 마지막 모델로서 1986년 델타 항공에 주문에 의해 제작되었다. MD-88은 MD-82/83 등과 비슷한 성능을 지니고 있으나 조종실 시스템에 글래스 칵핏을 적용시켰다. 델타 항공이 최대 사용 고객이었으며 2005년 델타 항공이 기존의 노후화된 보잉 737-200, 300의 대체 기종으로 선정되자마자 계속 굴러다녔지만, 지금은 전량 퇴역하였다. 이 기종을 기반으로 맥도넬더글러스 MD-90시리즈가 개발되었다.

## 도입 대수
| 모델   | 총 대수 | 1999 | 1998 | 1997 | 1996 | 1995 | 1994 | 1993 | 1992 | 1991 | 1990 | 1989 | 1988 | 1987 | 1986 | 1985 | 1984 | 1983 | 1982 | 1981 | 1980 |
| ------ | ------- | ---- | ---- | ---- | ---- | ---- | ---- | ---- | ---- | ---- | ---- | ---- | ---- | ---- | ---- | ---- | ---- | ---- | ---- | ---- | ---- |
| MD-81  | 132     |      |      |      |      |      | 3    | 3    | 5    | 15   | 5    | 8    | 6    | 4    | 9    | 8    | 1    | 1    | 11   | 48   | 5    |
| MD-82  | 539     |      |      | 2    | 2    | 13   | 8    | 14   | 18   | 48   | 48   | 37   | 51   | 50   | 64   | 55   | 43   | 50   | 23   | 13   |      |
| MD-82T | 30      |      |      |      |      |      | 1    | 1    | 2    | 6    | 8    | 6    | 4    | 2    |      |      |      |      |      |      |      |
| MD-83  | 265     | 26   | 8    | 9    | 10   | 5    | 11   | 12   | 25   | 26   | 30   | 26   | 26   | 31   | 12   | 8    |      |      |      |      |      |
| MD-87  | 75      |      |      |      |      |      |      |      | 5    | 13   | 25   | 15   | 14   | 3    |      |      |      |      |      |      |      |
| MD-88  | 150     |      |      | 5    |      |      |      | 13   | 29   | 32   | 23   | 25   | 19   | 4    |      |      |      |      |      |      |      |
| 합계   | 1,191   | 26   | 8    | 16   | 12   | 18   | 23   | 43   | 84   | 140  | 139  | 117  | 120  | 94   | 85   | 71   | 44   | 51   | 34   | 61   | 5    |

## 제원
| 운항 승무원                  | 2명                             | 2명                             | 2명                             | 2명                             |                               |                               |
| 좌석 탑재량                  | 172 (1-class) 155 (2 class)     | 172 (1-class) 155 (2 class)     | 172 (1-class) 155 (2 class)     | 139 (1-class) 130 (2 class)     |                               |                               |
| 동체 길이                    | 147 ft 8 in (45.01 m)           | 147 ft 8 in (45.01 m)           | 147 ft 8 in (45.01 m)           | 130 ft 4 in (39.73 m)           |                               |                               |
| 날개 길이                    | 107 ft 8 in (32.82 m)           | 107 ft 8 in (32.82 m)           | 107 ft 8 in (32.82 m)           | 107 ft 8 in (32.82 m)           |                               |                               |
| 날개 폭                      | 1,209 ft2 (112.3 m2)            | 1,209 ft2 (112.3 m2)            | 1,209 ft2 (112.3 m2)            | 1,209 ft2 (112.3 m2)            |                               |                               |
| 높이                         | 29 ft 7 in (9.02 m)             | 29 ft 7 in (9.02 m)             | 29 ft 7 in (9.02 m)             | 30 ft 4 in (9.25 m)             |                               |                               |
| 동체 폭                      | 11 ft (3.35 m)                  | 11 ft (3.35 m)                  | 11 ft (3.35 m)                  | 11 ft (3.35 m)                  |                               |                               |
| 화물 탑재량                  | 1,253 cu ft (35.5 m3)           | 1,253 cu ft (35.5 m3)           | 1,103 cu ft (31.2 m3)           | 937 cu ft (26.5 m3)             |                               |                               |
| 무게 (연료를 제외한 무게)    | 77,900 lb (35,300 kg)           | 78,000 lb (35,400 kg)           | 79,700 lb (36,200 kg)           | 73,300 lb (33,200 kg)           |                               |                               |
| 최대 이륙중량 (MTOW)         | 140,000 lb (63,500 kg)          | 149,500 lb (67,800 kg)          | 160,000 lb (72,600 kg)          | 140,000 lb (63,500 kg)          |                               |                               |
| 표준 속도                    | Mach 0.76 (504 mph, 811 km/h)   | Mach 0.76 (504 mph, 811 km/h)   | Mach 0.76 (504 mph, 811 km/h)   | Mach 0.76 (504 mph, 811 km/h)   | Mach 0.76 (504 mph, 811 km/h) | Mach 0.76 (504 mph, 811 km/h) |
| 최대 항속거리, (최대 중량시) | 1,570 nmi (2,910 km; 1,810 mi)  | 2,050 nmi (3,800 km; 2,360 mi)  | 2,500 nmi (4,600 km; 2,900 mi)  | 2,370 nmi (4,390 km; 2,730 mi)  |                               |                               |
| 최대 이륙중량서 이륙거리     | 7,200 ft (2,200 m)              | 7,300 ft (2,200 m)              | 8,000 ft (2,400 m)              | 7,500 ft (2,300 m)              |                               |                               |
| 연료 탑재량                  | (5850/USgal/L)                  | (5850/USgal/L)                  | (7000/USgal/L)                  | (5840/USgal/L)                  |                               |                               |
| 엔진 (×2)                    | Pratt & Whitney JT8D-200 시리즈 | Pratt & Whitney JT8D-200 시리즈 | Pratt & Whitney JT8D-200 시리즈 | Pratt & Whitney JT8D-200 시리즈 |                               |                               |
| 추력 (×2)                    | 18,500–21,000 lbf (82–93 kN)    | 18,500–21,000 lbf (82–93 kN)    | 18,500–21,000 lbf (82–93 kN)    | 18,500–21,000 lbf (82–93 kN)    |                               |                               |

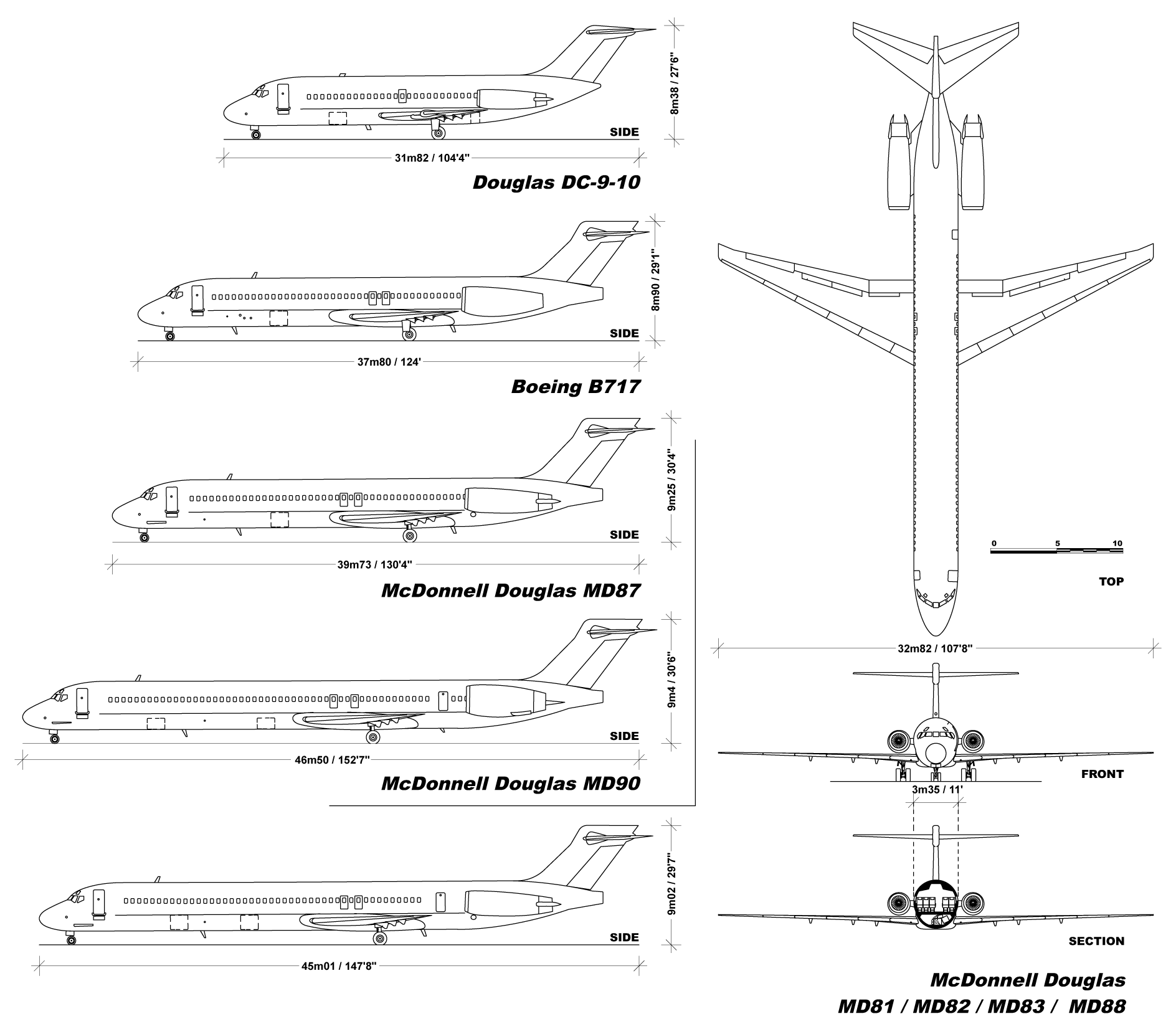
Comparison of DC-9, Boeing 717 and different MD-80 versions

Sources: Official MD-80 specifications, MD-80 Airport report Detailed MD-80 specifications,

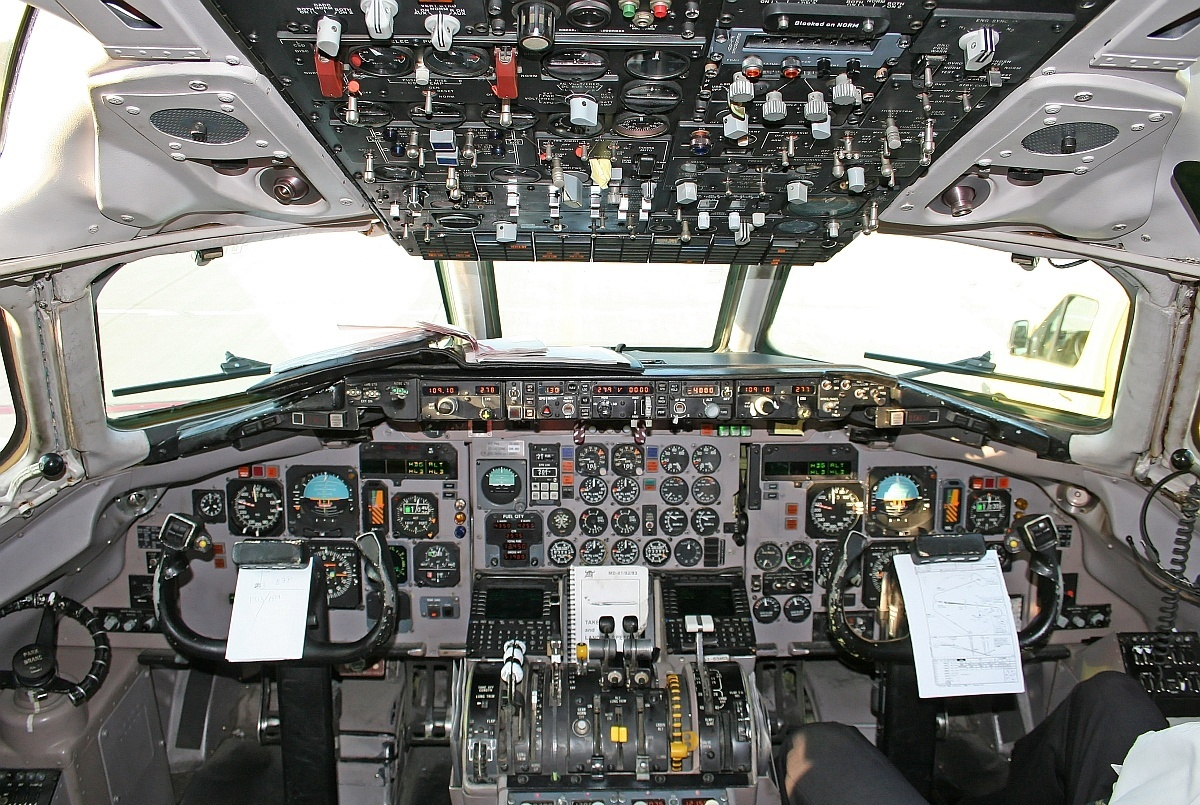
MD-83의 조종석 모습

## 역대 사건 및 사고
- 1987년 노스웨스트 항공 255편이 추락, 156명 사망. (비고 : 지상 사망자 2명, 생존자 1명)
- 1999년 3월 15일 대한항공 1533편이 포항공항에서 동체가 착륙하는 사고가 발생, 탑승객 33명 부상, 사망자 없음.
- 2007년 9월 16일 오리엔트 타이 항공 269편이 방콕 돈므앙 국제공항에서 이륙 후 추락, 탑승객 90명 사망.
- 2008년 8월 20일 스팬에어 5022편이 마드리드 바라하스 국제공항에서 엔진 화재로 비상 착륙을 시도하다가 추락, 탑승객 153명 사망.
- 2012년 6월 3일 다나 항공 992편이 라고스 이주 이샤가에서 엔진문제로 비상 착륙을 시도하다가 건물에 추락, 탑승객 153명 전원 지상 6명 사망.

## 같이 보기
- 에어스테어
- 맥도널 더글러스 DC-9
- 맥도널 더글러스 MD-90
- 보잉 717
- 코맥 ARJ21